# رشق بالبيض

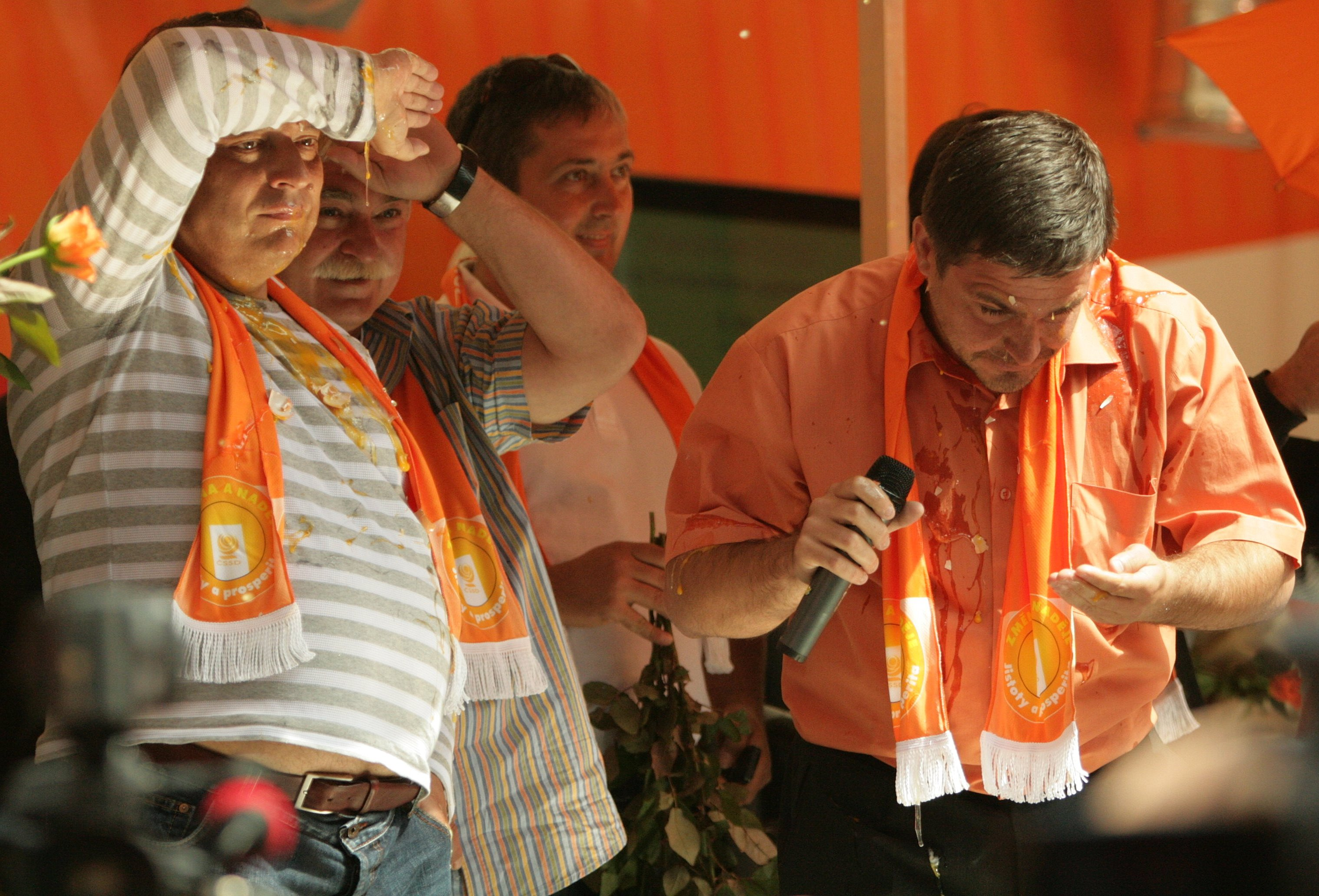
رئيس وزراء التشيك الأسبق باروبك تعرض لرشق بالبيض عام 2009 أثناء حمله انتخابية

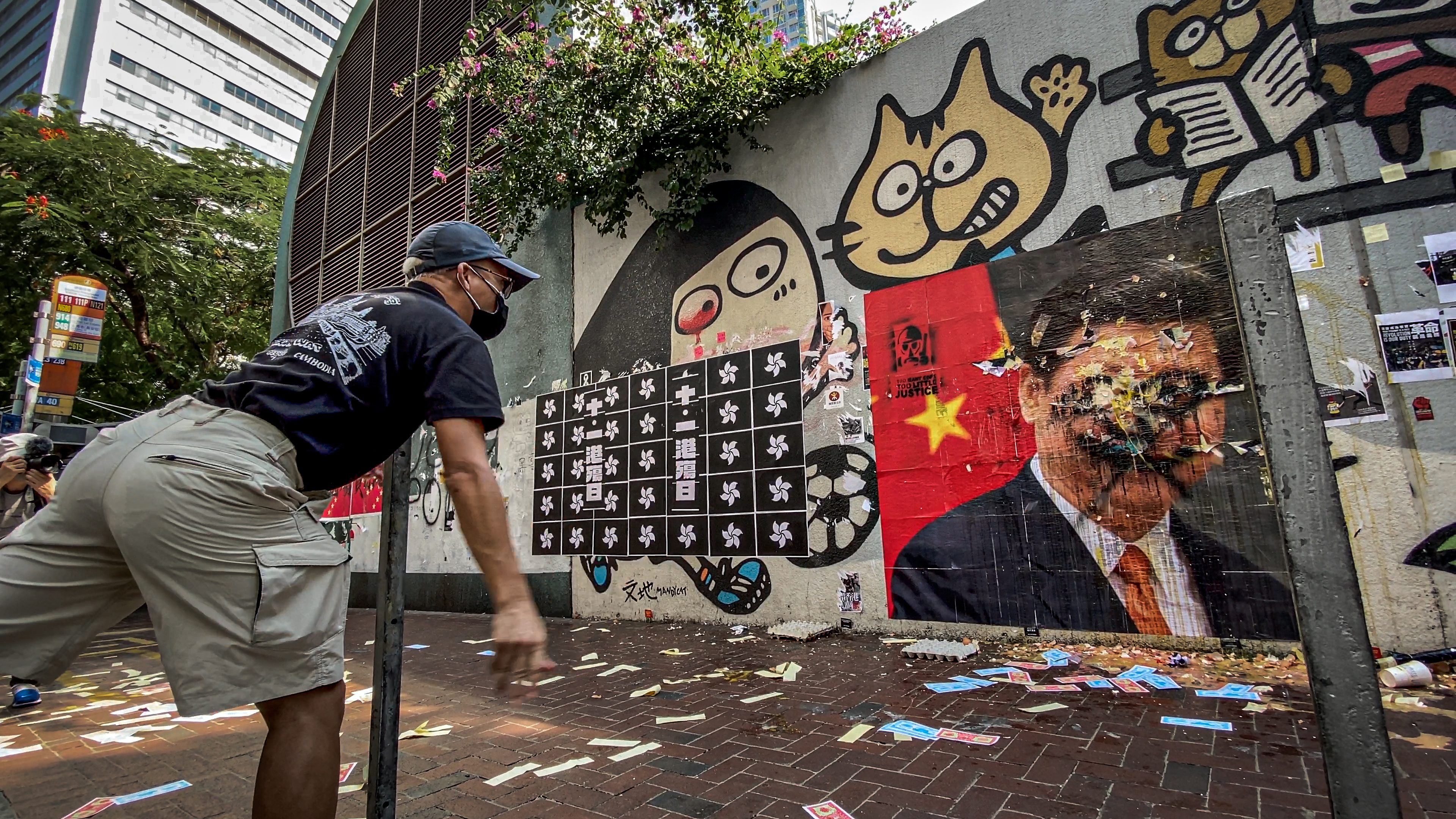
متظاهرون في هونغ كونغ على صورة الأمين العام للحزب الشيوعي الصيني شي جين بينغ خلال فعاليات العيد الوطني الصيني عام 2019

الرشق بالبيض هو فعل رمي البيض على المنازل أو السيارات أو الأشخاص. رشق البيض جريمة جنائية في معظم الأماكن. عادة ما يكون البيض نيئًا، لكن أحيانًا يكون مسلوقًا أو فاسدًا.
يقترن البيض أحيانًا ببعض الأحداث والعطلات. على سبيل المثال، في أجزاء من إنجلترا والولايات المتحدة ، تسمى ليلة 30 أكتوبر باسم «ليلة الأذى» (بالإنجليزية: Mischief Night)‏، حيث يقوم المراهقون بفرك ألواح الصابون على نوافذ السيارات ويرشون رسومات على الجدران ويرمون البيض على المنازل ويزينون الأشجار بورق التواليت ويهربون بعد طرق جرس الباب.
يتم إلقاء البيض في بعض الأحيان على الناس كشكل من أشكال الاحتجاج. ومن أبرز الأشخاص التي تعرضوا لرمي البيض:
- ديفيد كاميرون[1]
- ستيف بالمر[2]
- ميلوش زيمان[3][4]
- برونيسواف كوموروفسكي[5][6]
- أرنولد شوارزنيجر[7]
- جون بريسكوت[8][9][10]
- هلموت كول
- نيك غريفين[11]
- ديفيد بلين[12]
- ريتشارد بربل[13]
- إد ميلباند[14]
- نايجل فاراج[15]
- جون زنغ[16]
- لويس فورتونيو[17]
- رفاييل كوريا[18]

في عام 2009، تعرض بنك إيرلندي للرشق بالبيض بسبب أزمة البنوك الإيرلندية.
في 27 أبريل/نيسان 2010، تعرض رئيس المجلس الأعلى الأوكراني فولوديمير ليتفين لرشق بالبيض من بعض النواب بسبب الخلاف حول اتفاقية الغاز الطبيعي مع روسيا.
وفي الانتخابات الأوكرانية عام 2004، نقل المرشح في حينها فيكتور يانوكوفيتش إلى المستشفى بعد الإدعاء بأنه ضرب بطابوقة، لكن الحقيقة أنه ضرب بالبيض مما جعله مصدرا للسخرية.
كما تعرضت حافلة الرئيس البرازيلي الأسبق لويس إيناسيو لولا دا سيلفا لرشق البيض والحجارة خلال زيارته لجنوب البرازيل.
في 16 مارس/آذار 2019، قام شاب أسترالي يدعى ويليام كونولي بكسر بيضة على رأس عضو مجلس الشيوخ الأسترالي فريزر أننغ بسبب بيان صدر عنه تعليقا على هجوما كرايستشيرش التي راح ضحيتها 49 شخصا على الأقل.